# Třída Arialah
Třída Arialah je třída oceánských hlídkových lodí provozovaných  organizací UAE Critical Infrastructure and Coastal Protection Authority (CICPA), což je fakticky pobřežní stráž Spojených arabských emirátů. Neobvykle vypadající plavidla jsou militarizovanou verzí civilních tendrů superjachet typu Sea Axe 6711 nizozemské loďařské koncerny Damen Group (Damen). Pro je typická zejména novátorská příď typu Axe Bow, zlepšující nautické vlastnosti menších plavidel na rozbouřeném moři.

## Stavba
Kontrakt v hodnotě 272 milionů dolarů na stavbu dvou plavidel této třídy byl zadán v prosinci 2013 domácí loděnici Abu Dhabi Shipbuilding (ADSB). ASDB následně stavbou obou plavidel pověřila Damen. Integraci zbraní a elektronických systémů zajistil koncern Thales. Stavbu zajistila Damen ve své pobočné loděnici v rumunském Galați. Plavidla byla poté odtažena do loděnice ASDB v Mussafahu v Abú Zabí k vystrojení a vyzbrojení. Prototypová jednotka Arialah byla do služby přijata dne 22. února 2017 na veletrhu NAVDEX. Stala se tak první větší lodí ve výzbroji CICPA.
Jednotky třídy Arialah:
| Jméno           | Loděnice     | Zahájení stavby | Spuštěna      | Vstup do služby | Status  |
| --------------- | ------------ | --------------- | ------------- | --------------- | ------- |
| Arialah (P6701) | Damen + ADSB | 27. února 2015  | červenec 2016 | 22. února 2017  | aktivní |
| Hmeem (P6702)   | Damen + ADSB |                 | prosinec 2016 | 2017 (plán)     | zkoušky |

## Konstrukce

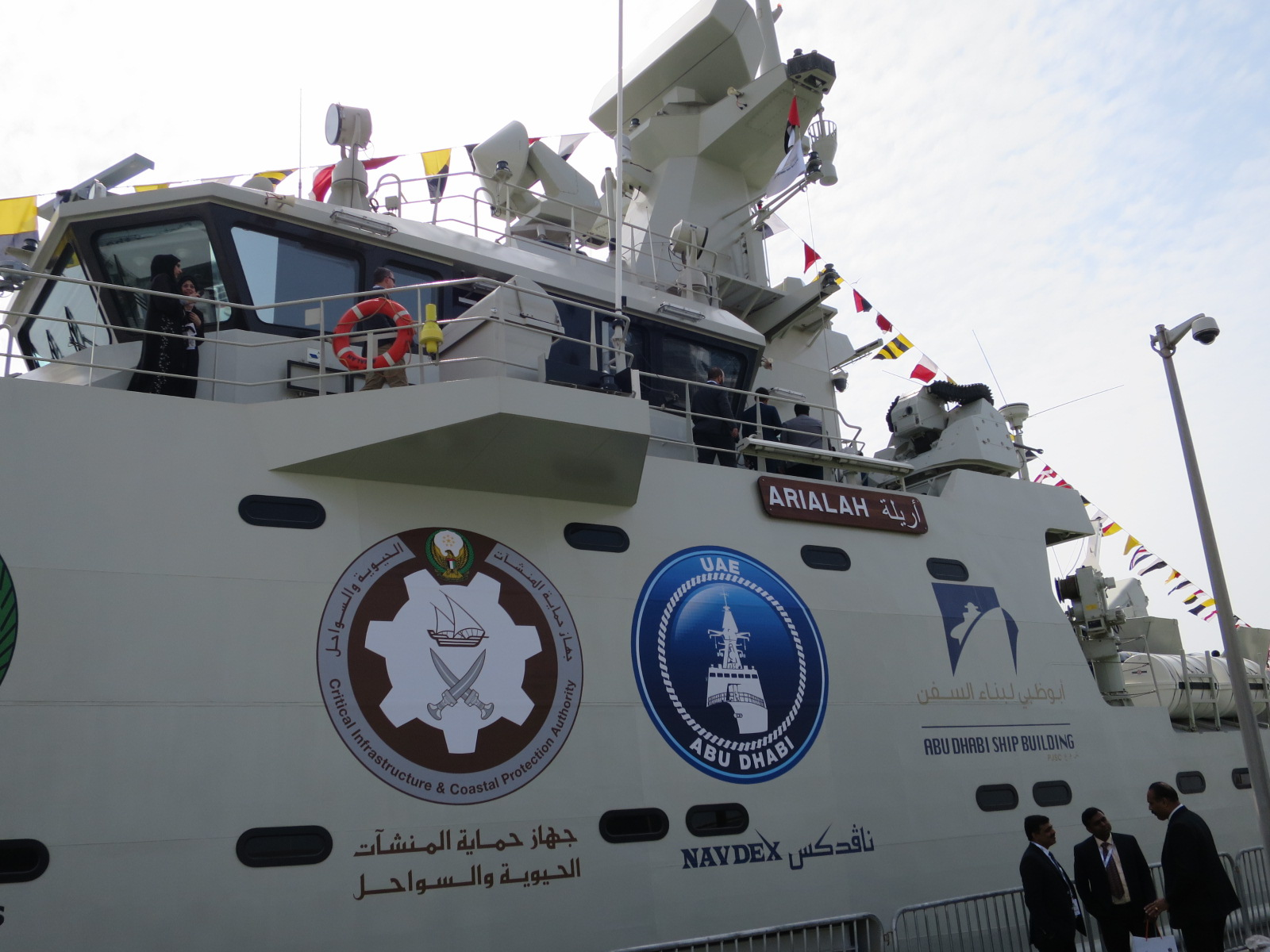
Můstek Arialah (P6701)

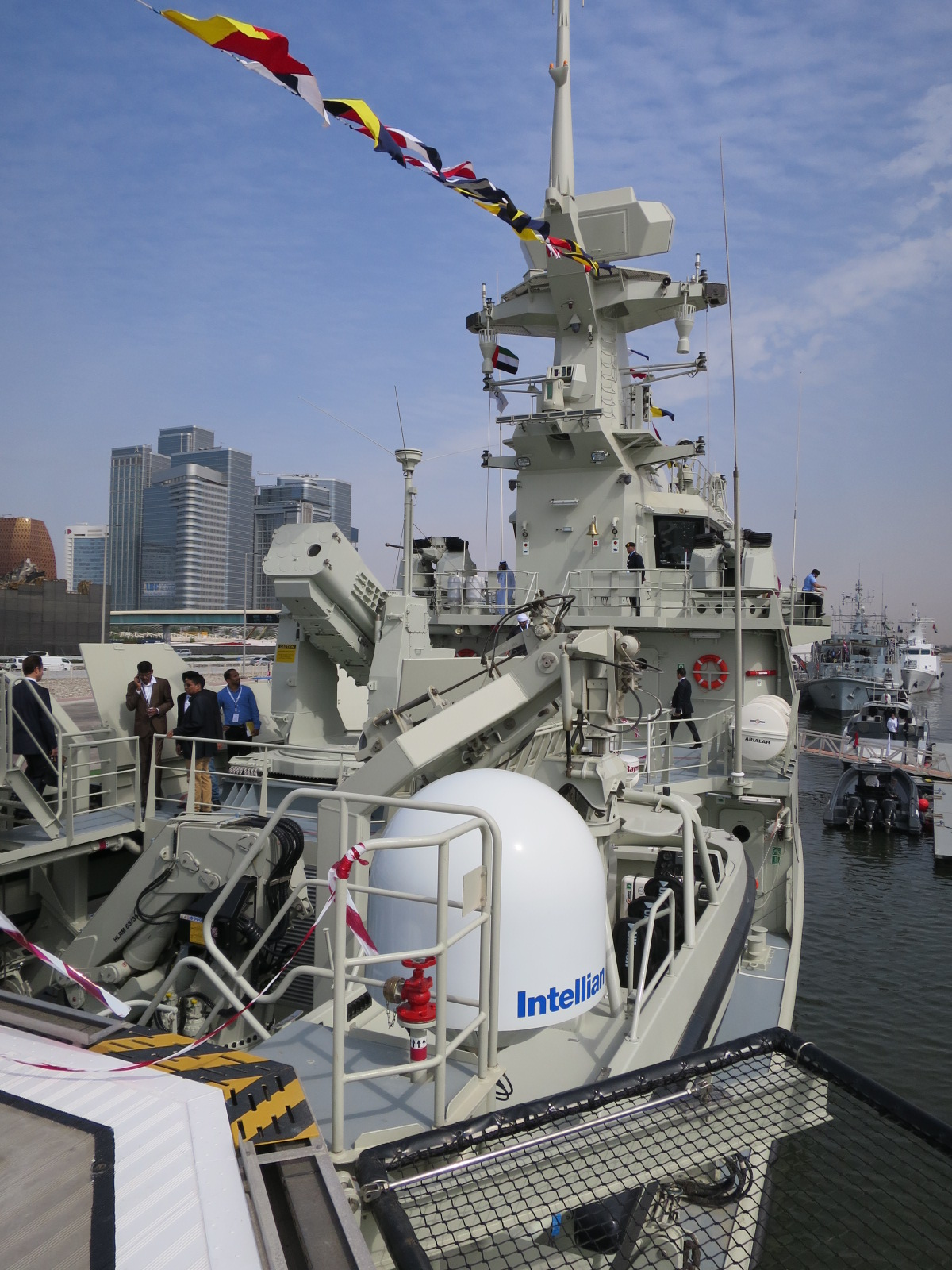
Střední část Arialah (P6701) s odpalovacím zařízením střel Mk.31 RAM Block I a II

Charakteristickým rysem plavidel je příď typu Axe Bow, vyvinutá loděnicí Damen a poprvé vyzkoušená na specializovaných plavidlech pro logistickou podporu ropných plošin a následně též na tendrech superjachet rodiny Sea Axe. Trup je zhotoven z oceli a nástavby z hliníkových slitin. Na palubě jsou kajuty pro 42 členů posádky a dalších 38 osob.
Plavidla svým bohatým elektronickým vybavením a silnou výzbrojí (kromě absence protilodních střel) odpovídají spíše korvetám. Jsou vybavena bojovým řídicím systémem TACTICOS s řídícími konzolemi MOC Mk.3 a systémem přenosu dat Link 11. Dále nesou přehledový 3D radar SMART-S Mk.2, navigační radar, systém řízení palby STIR 1.2 EO Mk.2, optotronický systém řízení palby MIRADOR, systém pro radiotechnický průzkum VIGILE 100 Mk.2 a systém pro odposlech rádiové komunikace ALTESSE-C. Obranu posilují dva vrhače klamných cílů Rheinmetall MASS.
Hlavňovou výzbroj tvoří jeden 57mm kanón Bofors L/70 Mk3 ve dělové věži na přídi a dva 30mm kanóny Mk.44 Bushmaster II v dálkově ovládaných zbraňových stanicích Leonardo Marlin WS. Uprostřed trupu je navíc instalováno odlehčené jedenáctihlavňové odpalovací zařízení Mk.49 Mod.2 protiletadlového raketového kompletu Mk.31 RAM (Arialah je vůbec prvním plavidlem, které toto odpalovací zařízení dostalo). To může postřelovat letadla, vrtulníky, protilodní střely, ale sekundárně též hladinové cíle.
Ve středu trupu jsou uloženy dva rychlé inspekční čluny Damen Interceptor 1102 a jeden člun kategorie RHIB. Každý člun má svůj vlastní jeřáb. Na zádi se nachází přistávací paluba pro lehký vrtulník AS.565SA Panther, který může být vyzbrojen lehkými protilodními střelami AS.15TT s dosahem 15 km. Plavidla nemají hangár.
Pohonný systém tvoří čtyři diesely MTU 16V 4000, pohánějící čtyři lodní šrouby s pevnými lopatkami. Elektřinu dodávají tři dieselgenerátory Caterpillar. Manévrovací schopnosti zlepšují zdvojená kormidla a dvě pevná příďová dokormidlovací zařízení. Stabilitu pomáhají udržovat dva páry aktivních ploutvových stabilizátorů na trupu a dvojice pevných vertikálních stabilizátorů před lodními šrouby. Nejvyšší rychlost je 21 uzlů. Autonomie je 21 dní.